# Metacorimus mroczkowskii
Metacorimus mroczkowskii is een keversoort uit de familie spitshalskevers (Silvanidae). De wetenschappelijke naam van de soort werd in 1997 gepubliceerd door Halstead.